# Вахновецька сільська рада
Вахнове́цька сільська́ ра́да — адміністративно-територіальна одиниця та орган місцевого самоврядування в Новоушицькому районі Хмельницької області. Адміністративний центр — село Вахнівці.

## Загальні відомості
Вахновецька сільська рада утворена в 1953 році.
- Територія ради: 26,829 км²
- Населення ради: 672 особи (станом на 2001 рік)
- Територією ради протікає річка Ушиця

## Населені пункти
Сільській раді були підпорядковані населені пункти:
- с. Вахнівці
- с. Губарів

## Склад ради
Рада складалася з 14 депутатів та голови.
- Голова ради: Кошевко Вячеслав Васильович
- Секретар ради: Манилюк Світлана Василівна

### Керівний склад попередніх скликань
| Прізвище, ім'я, по батькові | Основні відомості                                                                                  | Дата обрання | Дата звільнення |
| --------------------------- | -------------------------------------------------------------------------------------------------- | ------------ | --------------- |
| Кошевко Вячеслав Васильович | Сільський голова, 1971 року народження, освіта вища, член Всеукраїнського об'єднання «Батьківщина» | 26.03.2006   | 31.10.2010      |
| Кошевко Вячеслав Васильович | Сільський голова, 1971 року народження, освіта вища, безпартійний                                  | 31.10.2010   |                 |

Примітка: таблиця складена за даними сайту Верховної Ради України

### Депутати
За результатами місцевих виборів 2010 року депутатами ради стали:

#### За суб'єктами висування
| Суб'єкт висування | Кількість обраних депутатів | %    |
| ----------------- | --------------------------- | ---- |
| Народна партія    | 8                           | 57,1 |
| Партія регіонів   | 3                           | 21,4 |
| Самовисування     | 3                           | 21,4 |

#### За округами
| № округу        | Прізвище, ім'я, по батькові    | Дата визнання обраним | Освіта             | Партійна приналежність | Відомості про обраного депутата                     |
| --------------- | ------------------------------ | --------------------- | ------------------ | ---------------------- | --------------------------------------------------- |
| Народна Партія  |                                |                       |                    |                        |                                                     |
| 2               | Приведа Олександр Васильович   | 01.11.2010            | середня            | позапартійний          | тимчасово не працює                                 |
| 4               | Янчук Галина Оксентіївна       | 01.11.2010            | середня            | позапартійна           | пенсіонер                                           |
| 6               | Паршенко Михайло Васильович    | 01.11.2010            | вища               | позапартійний          | Фермерське господарство «Вахнівецьке», голова       |
| 8               | Рудик Валентина Іванівна       | 01.11.2010            | середня спеціальна | позапартійна           | вчитель                                             |
| 9               | Лапчук Сергій Володимирович    | 01.11.2010            | середня спеціальна | позапартійний          | приватний підприємець                               |
| 10              | Бажан Людмила Анатоліївна      | 01.11.2010            | вища               | позапартійна           | дошкільний навчальний заклад, завідувач             |
| 11              | Антонюк Валентин Анатолійович  | 01.11.2010            | середня            | позапартійний          | лісництво, майстер                                  |
| 12              | Мартинюк Валентина Данилівна   | 01.11.2010            | середня            | позапартійна           | Вахновецький будинок культури, завідувач            |
| Партія регіонів |                                |                       |                    |                        |                                                     |
| 3               | Манилюк Світлана Василівна     | 01.11.2010            | вища               | позапартійна           | Вахновецька сільська рада, секретар                 |
| 5               | Парасулько Любов Іванівна      | 01.11.2010            | середня спеціальна | позапартійна           | Вахновецьке відділення поштового зв'язку, начальник |
| 14              | Московчук Василь Іванович      | 01.11.2010            | середня спеціальна | позапартійний          | пенсіонер                                           |
| Самовисування   |                                |                       |                    |                        |                                                     |
| 1               | Савчук Валерій Андрійович      | 01.11.2010            | середня            | позапартійний          | приватний підприємець                               |
| 7               | Москалюк Микола Семенович      | 01.11.2010            | середня            | позапартійний          | приватний підприємець                               |
| 13              | Слободянюк Анатолій Григорович | 01.11.2010            | середня            | позапартійний          | тимчасово не працює                                 |